# Most Przyjaźni (Paragwaj-Brazylia)
Most Przyjaźni (Paragwaj-Brazylia) lub Międzynarodowy Most Przyjaźni (port. Ponte Internacional da Amizade, hiszp. Puente Internacional de la Amistad) – most drogowy ponad rzeką Parana łączący paragwajskie miasto Ciudad del Este z brazylijskim miastem Foz do Iguaçu.